# Adolf von Deines (General, 1852)

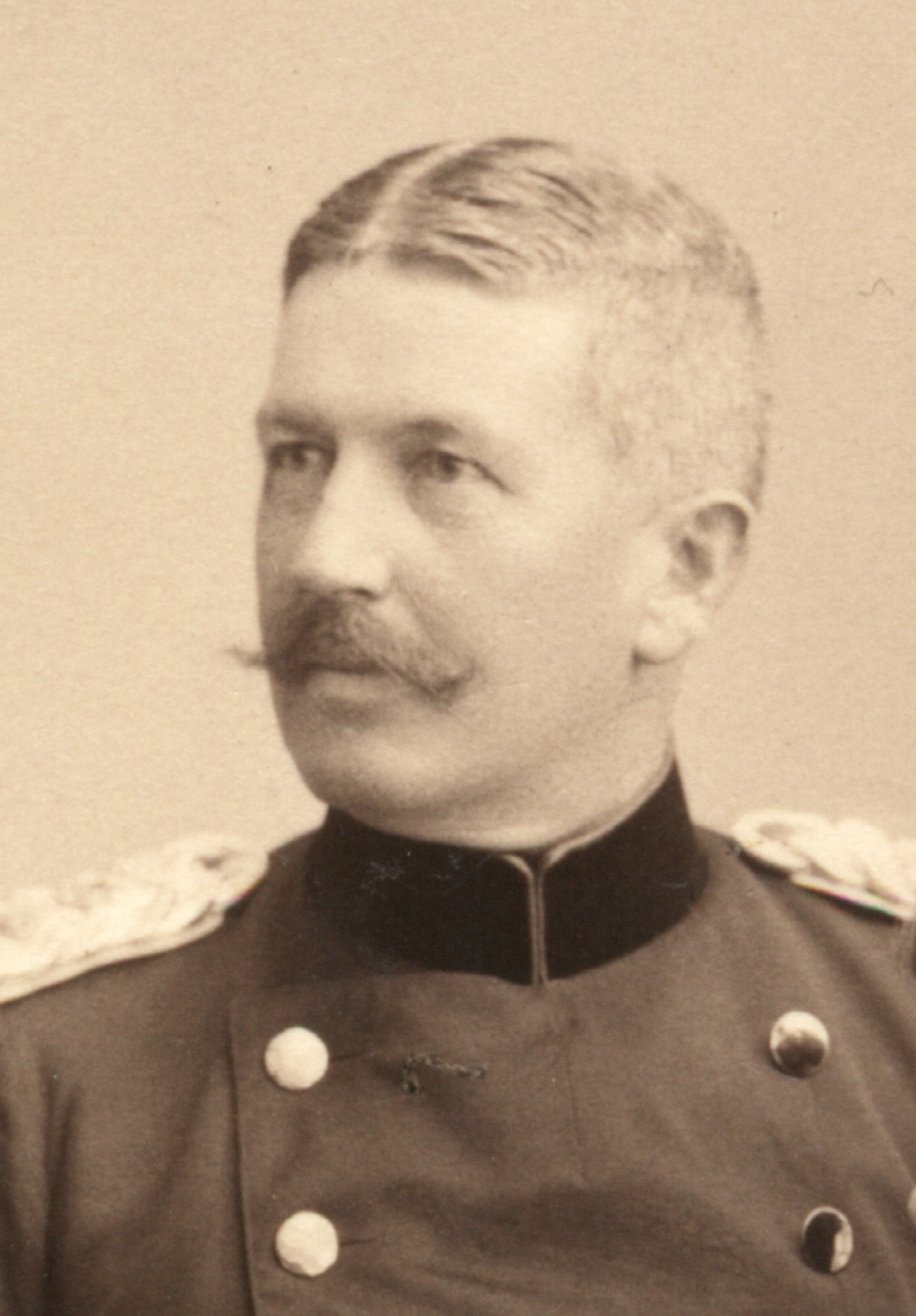
Adolf Deines (1892)

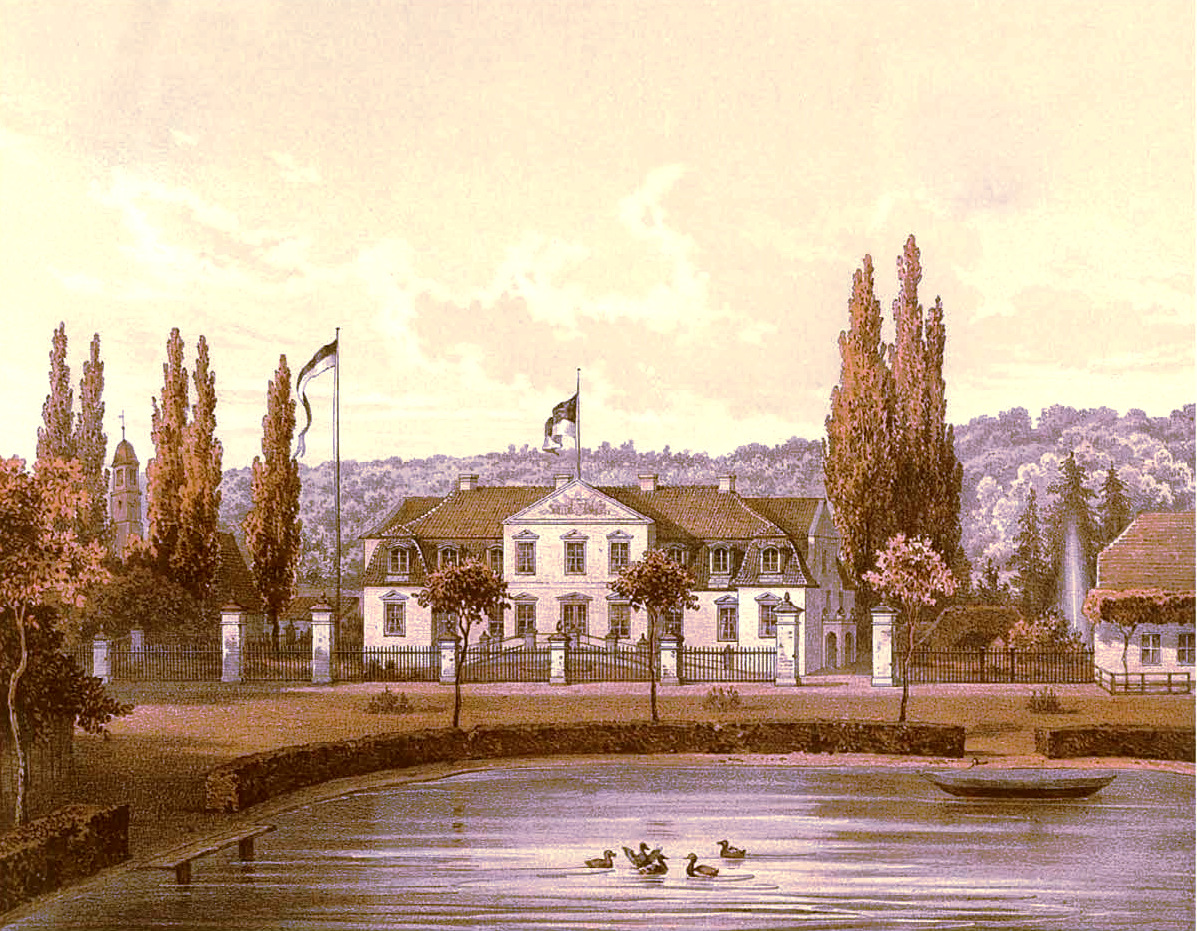
Rittergut Cadinen um 1860, Sammlung Duncker

Gustav Adolf Deines, ab 1910 von Deines (* 10. März 1852 in Hanau; † 30. Mai 1914 in Halensee) war ein preußischer General der Artillerie.

## Leben

### Herkunft
Adolf Deines war der Sohn des Kommerzienrates Otto Deines (1824–1886) und dessen Ehefrau Friederike Karoline Deines, geborene Textor (1827–1885). Sein Vater war Besitzer einer Kunst- und Handelsgärtnerei.

### Militärkarriere
Nach dem Besuch der Hohen Landesschule in Hanau trat Deines am 29. März 1870 als Dreijährig-Freiwilliger in das Rheinische Festungsartillerie-Regiment Nr. 8 (1872 umbenannt in Rheinisches Fuß-Artillerie-Regiment Nr. 8) in Saarlouis ein und nahm 1870/71 während des Krieges gegen Frankreich an den Kämpfen bei Gravelotte, Beaumont, an der Hallue sowie der Belagerung von Metz teil. Am 1. März 1872 zum Sekondeleutnant befördert, studierte er von 1877 bis 1880 an der Vereinigten Artillerie- und Ingenieurschule und diente seit 1881 in Potsdam als Stabsoffizier im Großen Generalstab, dort zeitweise Chef der Abteilung „Fremde Festungen West“.
Deines war von 1894 bis 1896 als Major Kommandeur des I. Bataillons des Garde-Fußartillerie-Regiments in Spandau. Von 1901 bis 1903 war er im Großen Generalstab Chef der 4. Abteilung „Fremde Festungen West“. Ende Januar 1906 wurde Deines zum Oberquartiermeister im Großen Generalstab ernannt und in dieser Stellung Mitte Oktober 1906 zum Generalleutnant befördert. Anlässlich des Ordensfestes erhielt Deines im Januar 1909 den Stern zum Roten Adlerorden II. Klasse mit Eichenlaub. Durch Allerhöchste Kabinettsorder wurde Deines am 8. Oktober 1910 auf Gut Cadinen mit Diplom vom 18. Oktober 1910 in Potsdam (Neues Palais) in den erblichen preußischen Adelsstand erhoben. Unter Verleihung des Kronenordens I. Klasse wurde er am 22. November 1910 mit dem Charakter als General der Artillerie mit der gesetzlichen Pension zur Disposition gestellt.
Deines galt als Spezialist für den Festungskrieg und als Schöpfer der Schweren Artillerie. Er reformierte grundlegend die Artillerie von der Festungsartillerie hin zur Artillerie des Feldheeres und war maßgebend beteiligt an der Dienstvorschrift Kampf um Festungen.
Wie sein großer Förderer General Alfred von Schlieffen hatte er in seinen letzten Jahren Kaiser Wilhelm II. und den Generalstab vor der Stärke der französischen Festungen gewarnt und den tatsächlichen Verlauf des wenige Monate nach seinem Tod ausgebrochenen Ersten Weltkriegs vorausgesagt, in dem seine Schöpfung, die Schwere Artillerie, eine entscheidende Rolle spielen sollte.
Deines galt als großer Kenner der Werke von Goethe, mit dem er mütterlicherseits entfernt verwandt war, und arbeitete bereits an seiner Dissertation über das Werk des Dichters, als er in seinem Haus in Dahlem plötzlich und unerwartet an einem Herzinfarkt verstarb. Er wurde auf dem Friedhof Halensee bei Berlin beigesetzt.
Er ist nicht mit dem General der Kavallerie Adolf von Deines (1845–1911) zu verwechseln, der in den Jahren 1903 bis 1906 Kommandierender General des VIII. Armee-Korps in Koblenz war.

### Familie
Am 29. September 1888 heiratete er in Schöneberg Ida Poppe (1862–1939). Aus der Ehe gingen die Söhne Ortwin (1889–1935, Chemiker) und Eckart (1892–1967, Landgerichtsrat) sowie die Töchter Caroline (1896–1938, Gymnastiklehrerin) und Helga (1898–1958, Hausfrau) hervor. Helga war mit dem Direktor des Zoologischen Gartens Berlin Lutz Heck verheiratet.

## Ehrungen
Nach seinem Tod wurde im Bereich der Kasernen von Spandau die Deinesstraße nach ihm benannt, die aber noch vor Beginn  des Zweiten Weltkriegs durch militärische Anlagen der vergrößerten Wehrmacht überbaut wurde. Bis 2022 gab es in Lahnstein die Deines-Bruchmüller-Kaserne, die am 22. November 2022 in Rittersturz-Kaserne umbenannt wurde.